# 第160飛行隊 (イスラエル空軍)
イスラエル空軍 第160飛行隊（160 Squadron） は、イスラエル航空宇宙軍で最初に対戦車攻撃ヘリコプター"AH-1 コブラ"を運用した飛行隊である。
この事からファースト・コブラ・スコードロン（The First Cobra Squadron）とも呼ばれるほか、2番目のAH-1運用飛行隊として第161飛行隊が編成された後は、ノーザン・コブラ・スコードロン（The Northern Cobra Squadron）とも呼ばれた。

## 歴史
1974年、前年の第四次中東戦争の戦訓に基づきイスラエル空軍は対戦車攻撃ヘリコプター導入の検討を始めた。当初はアメリカのシコルスキー社製のS-67 "ブラックホーク"の導入が決められ契約直前まで話が進められたが、S-67の試作機が墜落した事により契約は白紙化され、これに替わって既にベトナム戦争に投入され戦果を挙げていたベル社のAH-1 コブラの導入が検討された。イスラエル空軍から選抜されたパイロットがアメリカ空軍基地で転換訓練を受ける一方、イスラエル空軍はアメリカ海兵隊で使用されていた中古のAH-1G 6機を試験用に購入した。
1975年4月に6機のAH-1Gがイスラエルに到着し、イスラエル空軍最初のヘリコプター部隊である第124飛行隊、イスラエル空軍で評価試験を担当する第601飛行隊の主導で編成された評価部隊でこれらの6機が試験運用される事となった。この8ヵ月後、空軍司令官ベニー・ペレドにAH-1の良好な試験結果が報告された。
1976年2月、ペレドはAH-1の本格導入を決め、購入した6機のAH-1Gをアメリカに送り返してTOW対戦車ミサイル運用能力を持つAH-1Q相当に改修し、またAH-1を追加発注する事も決定した。1977年5月にはAH-1Gがアメリカに返送され、また空軍パイロット団が訓練の為アメリカ本土に派遣された。
そして1977年12月、最初のAH-1飛行隊として第160飛行隊、"ファースト・コブラ・スコードロン"が設立された。また、AH-1に"Tzefa" (Viper) の愛称が与えられた。
1978年8月に、AH-1Q相当に改修された6機の"Tzefa"がイスラエルに到着した。また更に6機が追加発注され、1979年にイスラエルに到着した。この6機はAH-1E相当の改修機であったとされる。
1979年5月9日にはレバノン方面での作戦に初めて投入され、作戦は成功裏に終わった。またこの年には第160飛行隊はパルマヒム空軍基地に本拠を構えた。
イスラエル空軍は攻撃ヘリコプターの更なる追加導入を決めたがAH-1の大量の輸出についてはアメリカが難色を示したため、MD500ディフェンダーを追加導入する事が決定され、これを運用する部隊として1980年3月に第190飛行隊"ディフェンダー・スコードロン"が編成された。尚、第160飛行隊においてもMD500ディフェンダーが運用されていたとする資料もある。
また、1981年頃に第160飛行隊に9～18機程度のAH-1Fが追加配備されたとする資料もある。
AH-1は1982年のガリラヤの平和作戦に本格投入され、戦果を挙げた。これ以降、2000年にイスラエル軍がレバノンから撤退するまで、この地域からAH-1がその姿を消すことはなかったとされる。
1985年にはAH-1の追加導入（24機）がアメリカから認められ、これを受けて1985年6月1日に2番目のAH-1飛行隊として、第160飛行隊と同じくパルマヒム空軍基地を拠点とする第161飛行隊が編成された。これ以降、第160飛行隊にノーザン・コブラ・スコードロン、第161飛行隊にはサウザン・コブラ・スコードロンの愛称が付けられたが、実際に活動地域が南北に分かれていたかは不明である。90年代以降には、第160飛行隊のAH-1には機首の両側面に白い蛇のイラストが描かれるようになり、また第161飛行隊の機体には黒い蛇のイラストが描かれるようになった。
1996年にはアメリカ軍で余剰化した14機のAH-1Eがイスラエルに売却された。これらの機の一部は空軍飛行学校にも配備された。
2000年にイスラエル軍がレバノンから撤退し、これ以降、AH-1はガザ地区やヨルダン川西岸地区での作戦に投入されるようになった。また、この頃には国産のスパイク対戦車ミサイルの運用能力を獲得した。
2005年になると再編により第161飛行隊は解散して第160飛行隊に合流し、機材や人員は第160飛行隊の他、空軍飛行学校や、アグレッサー部隊として再編された第115飛行隊にも振り分けられた。尚、第161飛行隊は2012年に無人偵察機ヘルメス 450を運用する部隊として再編されている。
2013年7月に第115飛行隊、8月には第160飛行隊のAH-1が運用停止となり、2014年3月には空軍飛行学校のAH-1も運用停止となったことで、イスラエル空軍のAH-1は退役した。2015年にはこれらのAH-1のうち16機がヨルダン空軍に供与された。これは、ISILと戦うヨルダンを支援する活動の一環として行われた。